# Sẻ hoang mạc
Sẻ hoang mạc hay sẻ hoang mạc Lichtenstein (danh pháp khoa học: Rhodospiza obsoleta) là một loài chim trong họ Fringillidae, sinh sống tại khu vực miền nam đại lục Á-Âu.

## Tham khảo

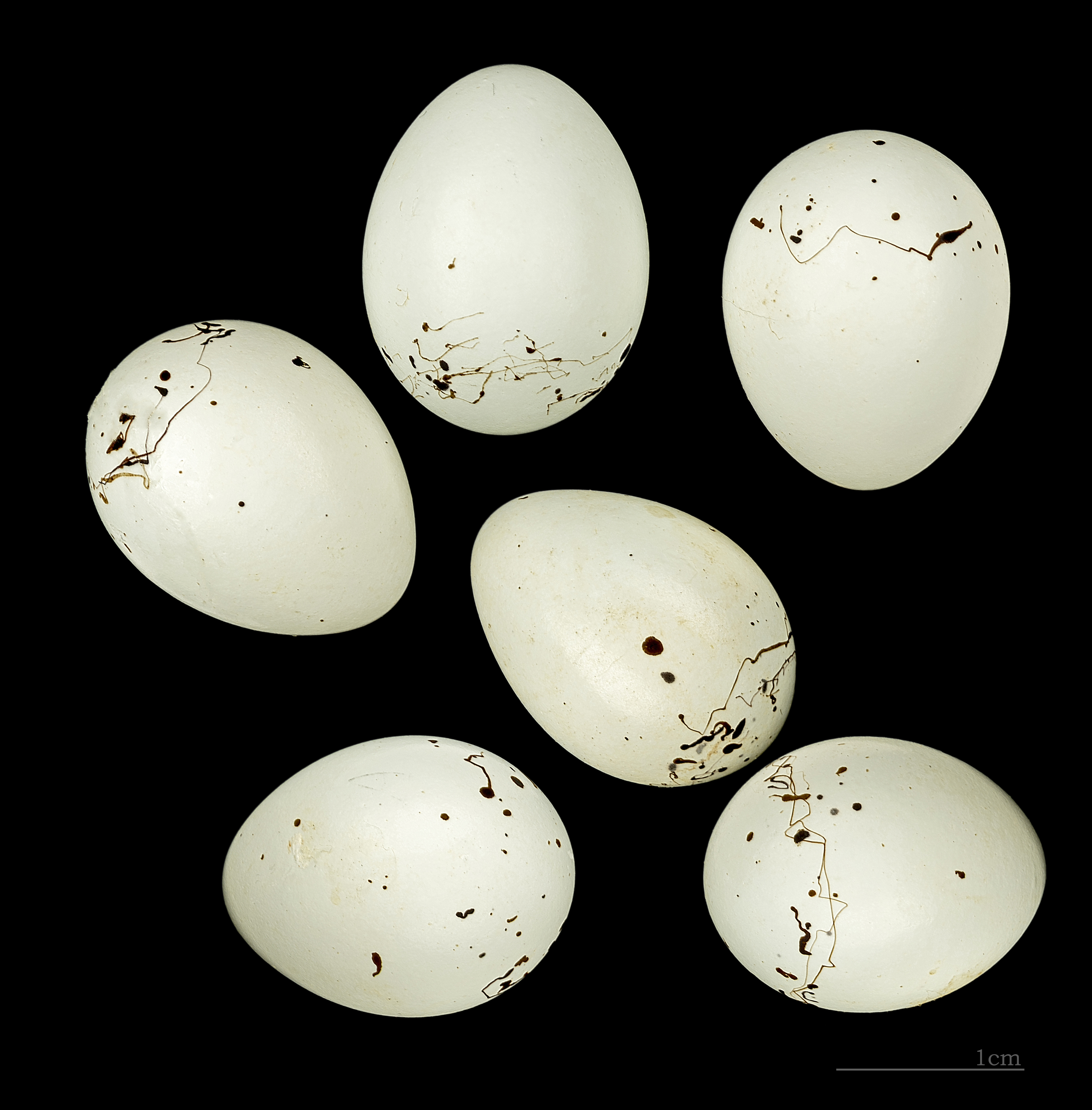
Trứng chim Rhodospiza obsoleta